# جولي غولدمان (ممثلة)
جولي غولدمان (بالإنجليزية: Julie Goldman)‏ هي ممثلة أمريكية، ولدت في القرن العشرين في بوسطن في الولايات المتحدة.

## وصلات خارجية
- جولي غولدمان على موقع IMDb (الإنجليزية)
- جولي غولدمان على موقع قاعدة بيانات الفيلم (الإنجليزية)